# Biniou kozh
Pour les autres utilisations du mot Biniou, voir Biniou.

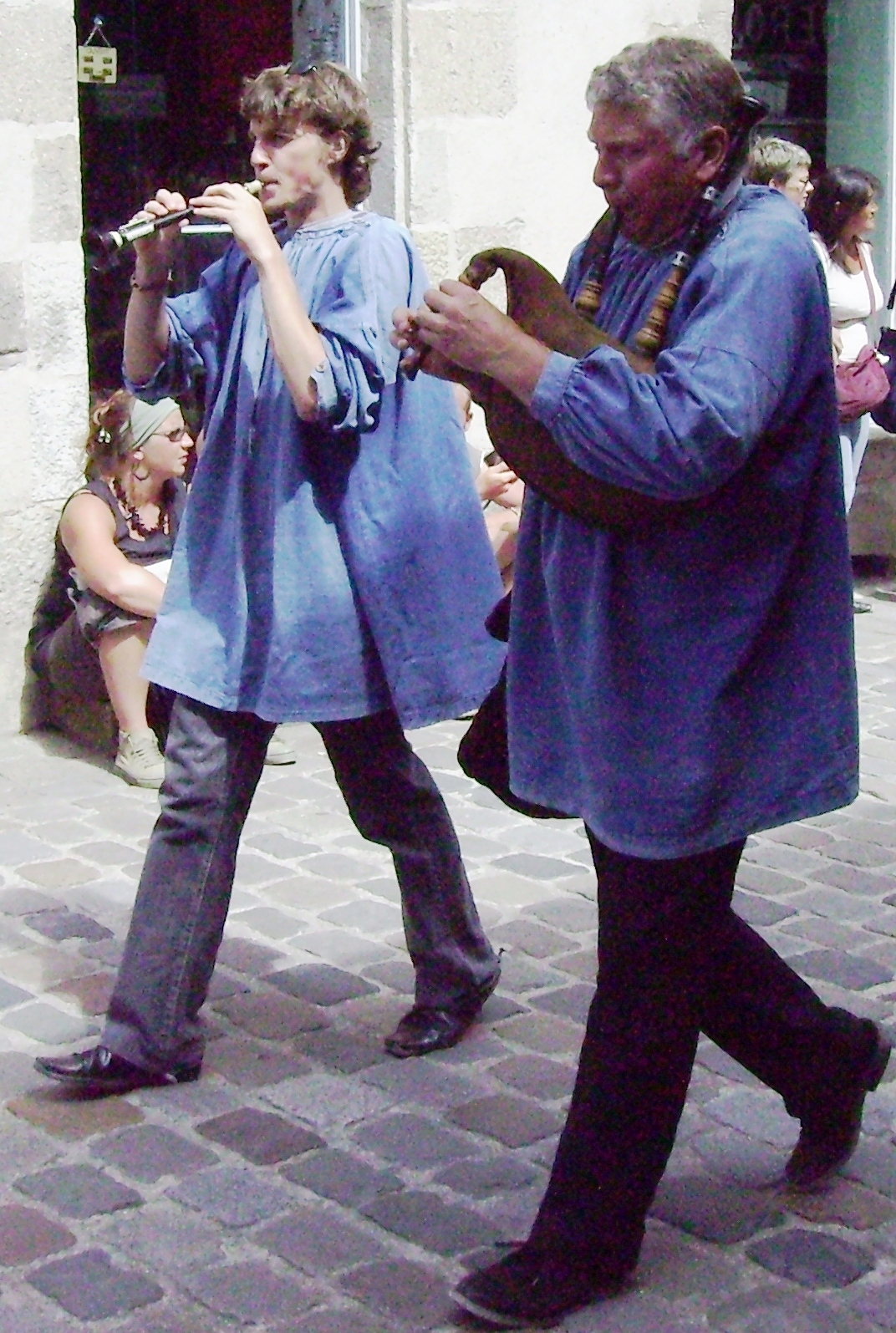
Sonneur de binioù kozh (à droite), accompagnant une bombarde.

Le binioù kozh (« vieux binioù »), appelé aussi binioù bihan (« petit binioù »), par opposition au binioù braz désignant parfois la cornemuse écossaise en Bretagne, ou simplement binioù, est une cornemuse utilisée principalement en Basse-Bretagne, et accompagnant traditionnellement la bombarde.
Le binioù kozh possède un chalumeau (le levriad en breton) extrêmement court, qui produit un son caractéristique très aigu. Cet instrument fut populaire dans cette région durant tout le XIXe siècle. Une baisse importante de sa pratique est constatée à partir de la fin du XIXe siècle jusqu'aux années 1930 avant de connaître un regain d'intérêt à partir des années 1960.

## Historique

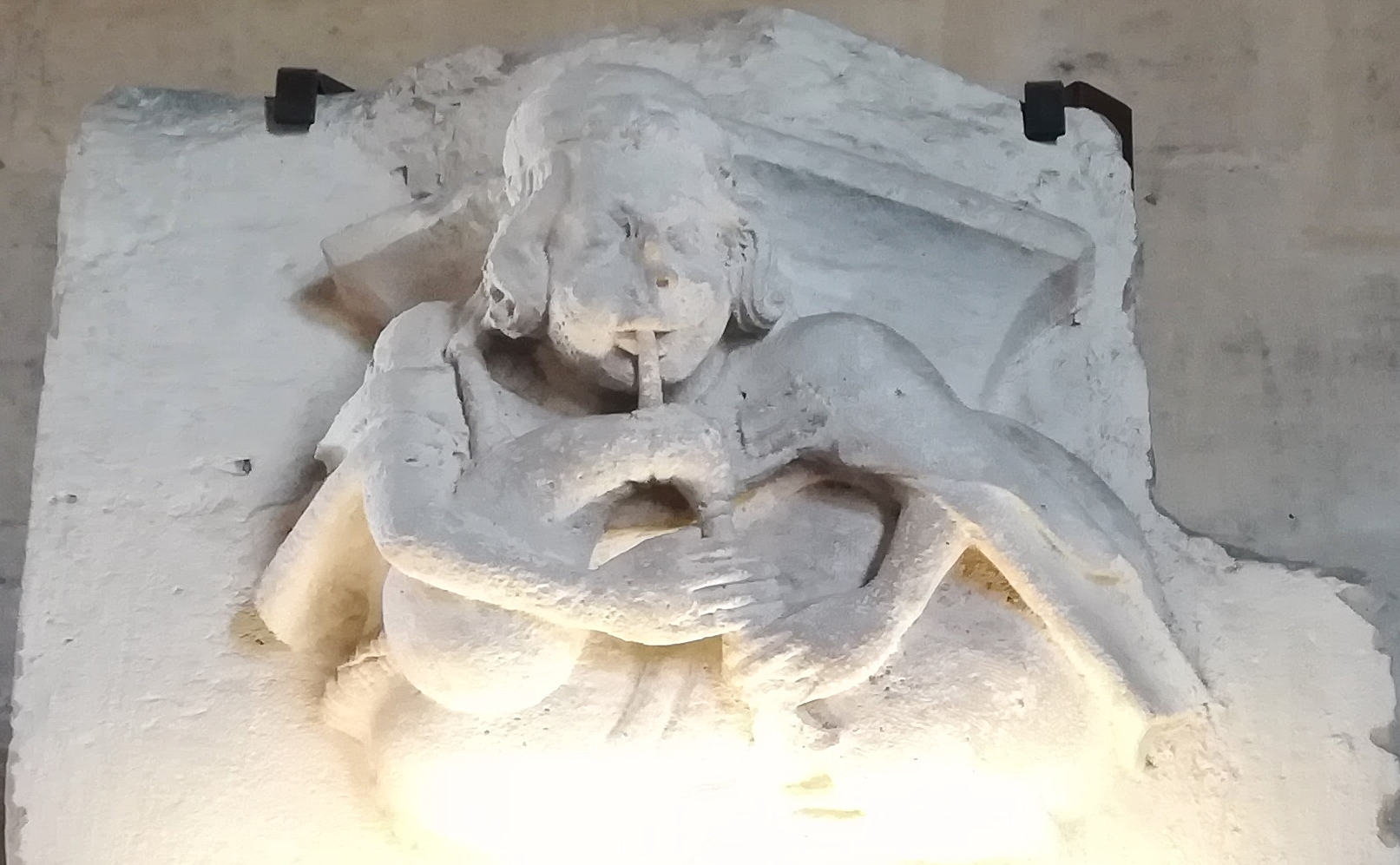
Ange joueur de biniou kozh ou cornemuse (sculpture dans le donjon du château de Vincennes).

Le binioù kozh appartient à la famille instrumentale des cornemuses. Connu dès l'Antiquité des Grecs et des Romains (tibia utricularis), il s'est par la suite répandu à travers toute l'Europe du Moyen Âge. La présence de cornemuses en Bretagne est attestée depuis au moins le XVe siècle, et le binioù kozh sous sa forme actuelle est pour sa part attesté dès la fin du XVIIIe siècle. Il semblerait que cet instrument soit une modification d'une forme plus ancienne de cornemuse ayant un son plus grave, mais les origines de cette modification restent inconnues à ce jour.
À partir de la fin du XVIIIe siècle et du début XIXe siècle, le jeu en duo bombarde-binioù kozh, appelé souvent jeu en « couple » aujourd'hui, semble devenir la principale et très rapidement unique utilisation de ces deux instruments en Basse-Bretagne. à la fin du XIXe siècle, cette association binioù et bombarde est devenue incontournable et apparaît comme le symbole des instruments bas-bretons aux yeux des commentateurs de l'époque. Ces instruments sont, à cette époque, pratiqués dans presque toute la Basse-Bretagne à l'exception de sa partie Nord, et dans une partie de la Haute-Bretagne (pays de Loudéac). Dans la Cornouaille et le Vannetais, il atteint son apogée entre la fin du XVIIIe et la fin du XIXe siècle, prenant alors part à toutes les festivités. En Haute-Bretagne la veuze est un instrument très proche du binioù kozh.
Jusqu'à la fin du XIXe siècle, le couple bombarde / biniou kozh est très utilisé dans les campagnes pour accompagner les festivités, notamment les mariages. Le couple bombarde/biniou est souvent accompagné d'un tambour. De nombreux écrivains romantiques appellent alors ce trio « l'Orchestre National Breton »[réf. souhaitée]. Certains joueurs sont même professionnels et leur réputation peut dépasser le département. Après la Première Guerre mondiale, l'instrument subit une désaffection quasi totale. Il faut attendre les années 1970 pour le voir réapparaître sur les scènes, la plupart du temps en couple avec la bombarde. Le binioù kozh va alors voir sa forme et sa facture se diversifier. Des tonalités plus graves vont être créées, des bourdons supplémentaires vont parfois être ajoutés, et on verra apparaître une diversité de gammes, en tempérament égal ou non.
Le jeu en couple, et par conséquent le binioù, est aujourd'hui pratiqué par de nombreuses personnes, pratique notamment relancée par la création dans les années 1950 des fest-noz, animés en partie par des couples de sonneurs, et par les concours de sonneurs. les premiers concours ont eu lieu à la fin du XIXe siècle, et de nombreux concours furent organisés jusqu'à la Deuxième Guerre mondiale. Par la suite, l'association Bodadeg Ar Sonerion  a créé le championnat des sonneurs, en 1955 et qui s'est tenue quasiment sans interruption jusqu'à aujourd'hui. De nombreux concours de sonneurs émaillent aujourd'hui le territoire breton et participent à la promotion du jeu en couple.
Par ailleurs, le biniou kozh s'est inséré relativement tardivement dans les groupes multi-instrumentaux, à l'inverse d'autres instruments traditionnels. Dans les bagadoù, des couples bombardes-binioù kozh réapparaissent[Quand ?] parmi les cornemuses écossaises (biniou braz). Dans les années 1990, le groupe Ar Re Yaouank, après le groupe Gwerz, ouvre la voie à un jeu de binioù kozh résolument actif. Il est alors particulièrement utilisé par les groupes de musique à danser moderne comme Startijenn, Skeduz, Wig A Wag, Katé-Mé, Plantec... Les Ramoneurs de menhirs associent le punk-rock au couple biniou-bombarde, voir à deux biniou kozh. Depuis leur rencontre en 2011, Le trompettiste et sonneur Youenn Le Cam collabore à plusieurs reprises avec le trompettiste libanais Ibrahim Maalouf. Le Bagad du Bout du Monde, né en 2014, accompagne le trompettiste la même année et en 2016 au festival des Vieilles Charrues et à l'AccorHotels Arena. Le sonneur devient dans ce contexte un créateur, improvise, met en valeur les caractéristiques de son instrument autrement que dans le jeu en couple.

## Facture
Structurellement, le binioù kozh se compose d'un réservoir de cuir (sac'h) alimenté par un petit tuyau (sutell) permettant au préalable de le gonfler. Ce sac, placé sous l'aisselle gauche du sonneur, laisse échapper, sous la pression du bras contre les côtes, l'air qu'il contient par deux autres tuyaux : d'une part le chalumeau (levriad) à anche double, percé de six trous offrant la possibilité de jouer une octave de notes selon un doigté voisin de celui de la bombarde, et d'autre part, le bourdon (c'horn-boud) à anche simple, qui fait entendre un son grave, continu et invariable correspondant à ce que l'on appelle une pédale de tonique en harmonique. Ces pièces s'insèrent dans la poche par des souches (kefioù) liées à la poche par des ligatures (liammoù) et bloquées à l'aide de "filassages" (neudennoù).
Le biniou kozh se compose d'un bourdon et d'un levriad (nom breton pour le chalumeau ou hautbois). Certains binious modernes possèdent deux bourdons, le deuxième étant accordé à la quinte du premier, et appelé chanterelle. Le « levriad », très court, joue à une hauteur très aiguë. Le biniou est considéré comme l'un des instruments à vent les plus aigus existant, car la note la plus grave qu'il puisse produire est de fait extrêmement haute. le bourdon produit une note deux octaves en dessous de celle donnée par la tonique du biniou. Celui-ci s'accorde en général sur la note donnée par le levriad lorsque le musicien en bouche les six premiers trous. Dans le jeu en couple, la bombarde est toujours une octave en dessous du biniou. Les tonalités du biniou sont variables, comprises dans la majorité des cas entre le sol et le do.
Dans les instruments anciens, la pratique du binioù kozh étant cantonnée au jeu en couple, la tonalité de la bombarde devait être identique sur la tonique. Ces différences de tonalités sont souvent associés à des différences de style d'un terroir à l'autre, le pays Vannetais étant réputé pour avoir des instruments plus grave et on trouve des instruments dans un registre relativement plus aigu dans la haute Cornouaille. L'échelle des binious anciens se situait en dehors du tempérament égal, comme l'étaient également les bombardes, et malgré quelques tendances globales (cf. article bombarde), la plupart des instruments possédaient des gammes différentes les unes des autres,. Il est important de souligner que la bombarde et le biniou ne possédait pas la même échelle. Celle de la bombarde se rapproche en général d'une gamme majeure, tandis que l'échelle du biniou est plutôt proche d'un mode phrygien avec une seconde mineure haute et une tierce presque neutre (ceci représentant une tendance globale, mais chaque instrument avait ses particularités). De nos jours, de nombreux couples de sonneurs utilisent des gammes parfois appelées "non-tempérées" ou "gammes anciennes". Dans ce cas cependant, la bombarde et le biniou possèdent en général la même échelle, à l'inverse de ce qui était pratiqué auparavant.
Enfin, la majorité des binious kozh sont aujourd'hui réalisés de manière à obtenir une Intonation juste dans une gamme donnée par rapport à la note délivrée par le bourdon, un peu à la manière de la Cornemuse écossaise. Le jeu en couple est aussi souvent exécuté avec des instruments tempérés, utilisant diverses gammes diatoniques (majeures ou mineures). Le fait d'utiliser des gammes tempérées au biniou a permis d'utiliser cet instrument dans d'autres contextes que celui de la musique de couple, comme évoqué dans la partie précédente.

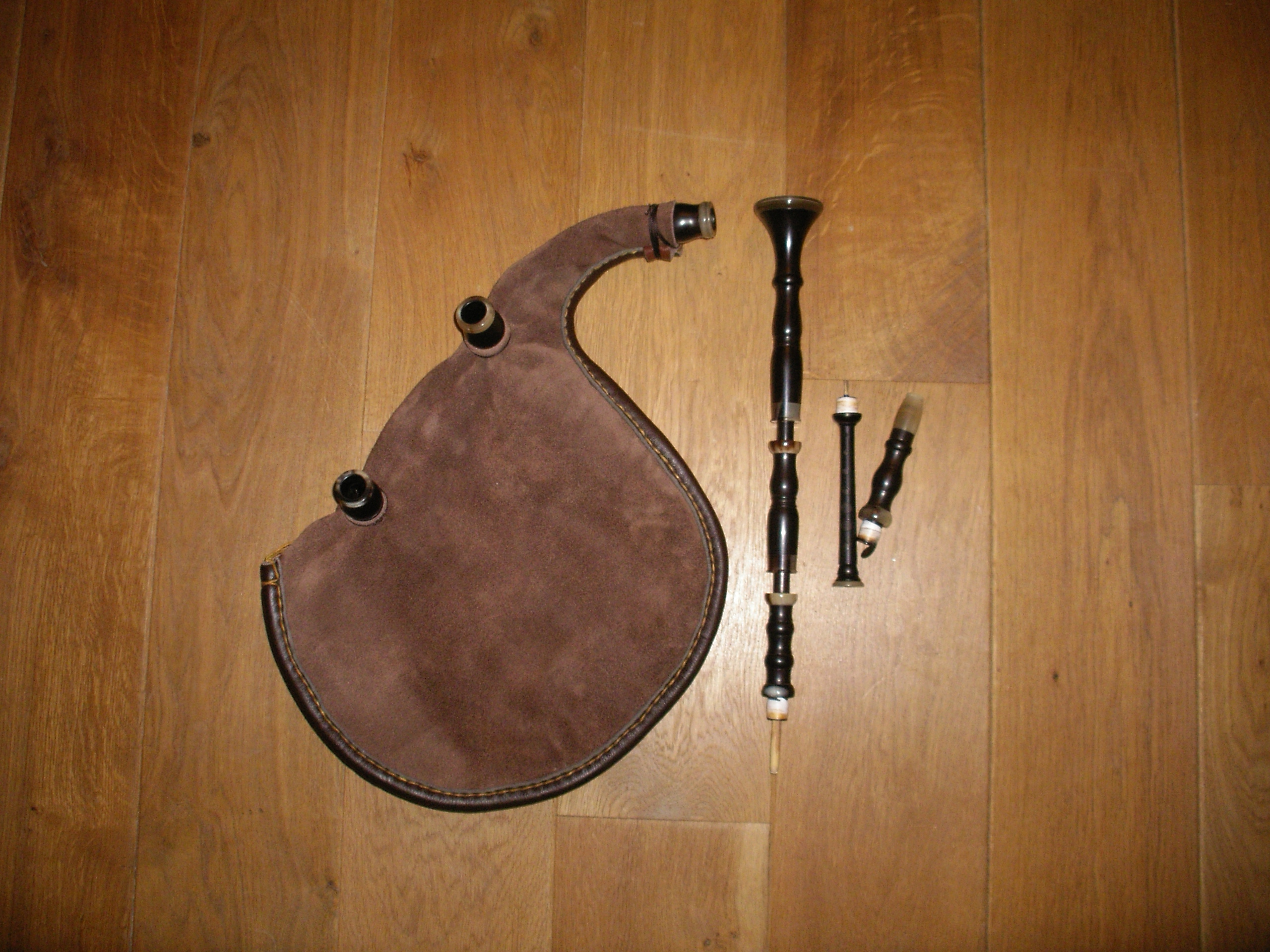
Un biniou kozh démonté (Luthier : Jorj Bothua)
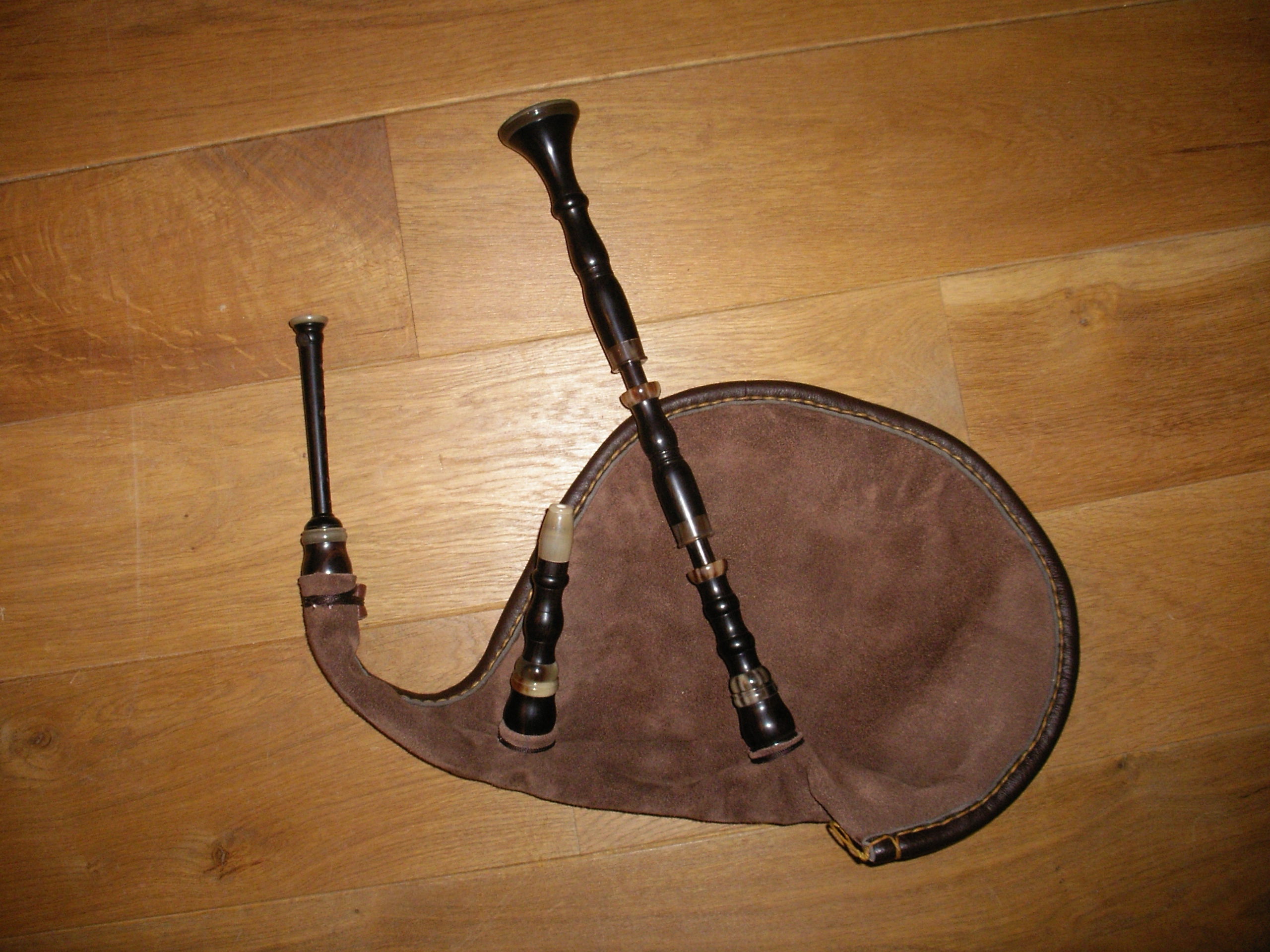
Un biniou kozh monté (Luthier : Jorj Bothua)
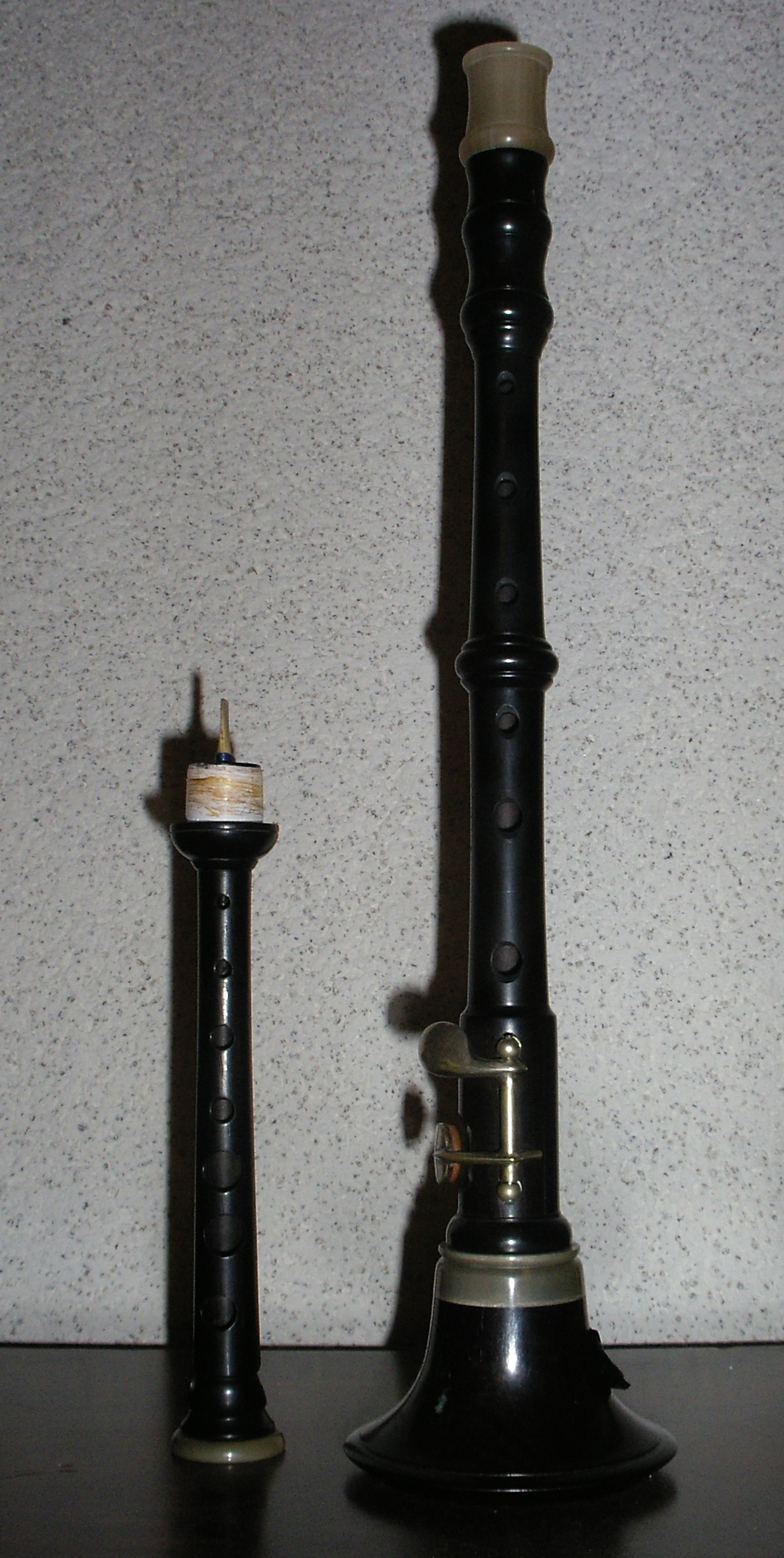
Un lévriad de biniou kozh et une bombarde (Luthier : Jorj Bothua)

### Jeu
Cet instrument est joué traditionnellement en couple avec la bombarde, les premières attestations fiables de ce jeu en duo remontant à la décennie 1790. la bombarde joue une ligne mélodique à l'unisson (ou non, selon les choix d'accompagnement du biniawer) avec le biniou, puis s'arrête pour laisser le biniou rejouer cette ligne mélodique. Le biniou joue donc sans arrêt.
Le couple biniou-bombarde est souvent considéré comme un instrument unique servi par deux instrumentistes. La bombarde expose la mélodie sur les deux octaves, pendant que le biniou effectue un accompagnement qui peut être mélodique ou purement rythmique, puis le biniou répète seul la mélodie à l'octave supérieure, en y introduisant ou non des variations.

#### Ouvrages
- Édouard Decaudin-Labesse et Henry Pierret, Le roi du biniou, Éd. Ducrocq, Bretagne, 1893, 90 dessins, 272 p.
- ArMen, Michel Colleu (codirection), Laurent Bigot (codirection) et Yves Labbé (codirection), Musique bretonne : Histoire des sonneurs de tradition, t. 1, Douarnenez, éd. Le Chasse-Marée - ArMen, 1996, 512 p. (ISBN 2-903708-67-3)réédition par la Coop Breizh en 2008
- Yann Le Meur (préf. Ronan Gorgiard), Sonneur (Soner pour sa version bretonne), Coop Breizh, 2002, 144 pages,  (ISBN 2843461618)
- Ifig Castel, Bombarde et biniou. Les secrets de la vie de couple, Lannion, Dastum Bro Dreger, coll. « Mémoire d'aujourd'hui », 2008, 128 p. (ISBN 978-2-908604-17-7)
- Fañch Roudaut, « Le biniou, voix du démon ou Les sonneurs vont en enfer », dans Bretagne du cœur aux lèvres : Mélanges offerts à Donatien Laurent, Presses Universitaires de Rennes, 2009, 421 pages, p. 29-38
- Thierry Jigourel, Cornemuses de Bretagne, éditions CPE, 2011  (ISBN 2-84503-943-3)
- Martial Le Corre (préf. Jean-Louis Jossic), Les sonneurs breton, Saint-Avertin, A. Sutton, coll. « Mémoire en Images », 2013, 224 p. (ISBN 978-2-8138-0619-2)
- Jean-Pierre Van Hees, Cornemuses. Un infini sonore, Coop Breizh, 2014, 410 pages, 2 DVD  (ISBN 2843466377)

#### Articles de presse
- Gildas Le Guen, « Les sonneurs dans le Trégor », Musique Bretonne, no 16, juin 1981, p. 23, lire en ligne
- Hervé Villieu, « Musique et société en pays bigouden. L'exemple des sonneurs de bombarde et de biniou », Musique Bretonne, mai 1993, no 123, p. 12-16, lire en ligne
- Laurent Bigot, « Le couple biniou-bombarde I. Aux origines d’une grande tradition », ArMen, no 59, mai 1994, p. 27-39
- Laurent Bigot, « Le couple biniou-bombarde II. Apogée, décadence et renouveau », ArMen, no 61, août 1994, p. 10-29
- « Quand les sonneurs menaient la noce… », ArMen, no 73, janvier 1996, p. 12-23
- Laurent Bigot et Michel Colleu, « Conscrits et binious militaires », ArMen, no 79, septembre 1996, p. 30-35
- « Le championnat de Bretagne des sonneurs », ArMen, no 141, juillet-août 2004
- Kristian Morvan, « Sonneurs de biniou à Quintin. Des professionnels de l'animation », Musique Bretonne, no 187, novembre-décembre 2004, p. 40-41.
- Kristian Morvan, « Sonneur et tourneur à Callac en 1707 », Musique Bretonne, no 203, juillet 2007, p. 30-31